# Heinz Pernet

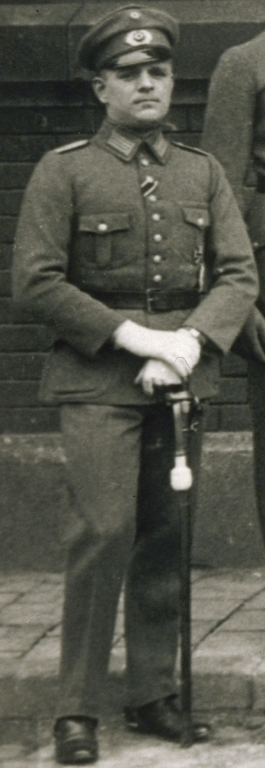
Pernet im Kreise der Hauptangeklagten des Hitler-Prozesses (1924).

Heinz Otto Kurt Pernet (* 5. September 1896 in Charlottenburg; † 30. Juni 1973 in Freiburg im Breisgau) war ein deutscher Offizier. Pernet wurde vor allem bekannt als einer der zehn Hauptangeklagten im Münchener Hitler-Putsch-Prozess von 1924.

## Leben

### Jugend und Erster Weltkrieg
Pernet war Sohn der Margarethe Schmidt und ihres Ehemannes Karl Maria Anton Robert Pernet. Nach der Scheidung der Eltern nahm die Mutter Heinz sowie seine zwei Brüder und eine Schwester mit in ihre zweite, 1909 geschlossene, Ehe mit dem Offizier Erich Ludendorff, der so zu Pernets Stiefvater wurde.
Von 1914 bis 1918 nahm Pernet am Ersten Weltkrieg teil, in dem er unter anderem als Pilot eingesetzt wurde. Ein Buch von 1936 kolportiert die Geschichte, dass die Streben von Pernets linkem Flugzeugflügel bei einem Erkundungsflug über russischen Linien gebrochen seien, so dass Pernets Flugzeug im Begriff war, unkontrollierbar zu werden. Geistesgegenwärtig habe er aber noch wenden können, um sich über die Linien ins deutschbesetzte Gebiet zu retten. Dort sei er aus 2000 Meter Höhe in ein Wäldchen abgestürzt, wobei er schwere Verletzungen und Quetschungen davongetragen habe. Nach seiner Genesung sei er der Staffel von Oswald Boelcke zugeteilt worden. Diese Anekdote bezieht sich auf seinen Bruder Franz Pernet, der im September 1917 als Angehöriger der Jagdstaffel Boelcke fiel. Neben Franz fiel auch Erich Pernet als Flieger im Ersten Weltkrieg.

### Nachkriegszeit, Hitler-Putsch und Prozess

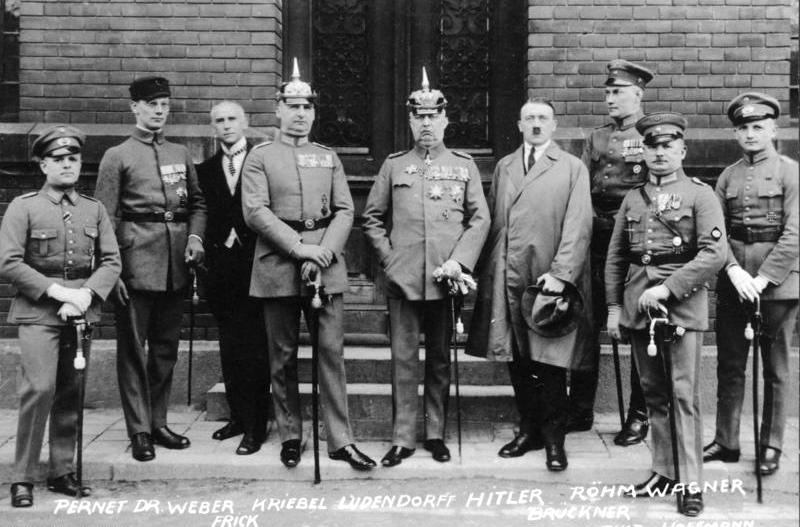
Pernet (ganz links im Bilde) im Kreise der Hauptangeklagten des Hitler-Prozesses (1924). Daneben (von links nach rechts): Friedrich Weber, Wilhelm Frick, Hermann Kriebel, Erich Ludendorff, Adolf Hitler, Wilhelm Brückner, Ernst Röhm und Robert Wagner

Nach dem Krieg gehörte Pernet der Garde-Kavallerie-Schützen-Division an. Goodspeed zufolge ermordeten Angehörige dieser Einheit die Kommunistenführer Karl Liebknecht und Rosa Luxemburg. Anschließend gehörte Pernet noch bis 1923 der Reichswehr an. Im Frühjahr 1923 siedelte er nach München über, wo er über seinen Stiefvater in Kontakt mit der NSDAP kam.
Im November 1923 nahm Pernet am Hitlerputsch in München teil. Am Abend des 8. November beteiligte er sich an der Besetzung des Bürgerbräukellers und holte anschließend zusammen mit Max Erwin von Scheubner-Richter seinen Stiefvater in dessen Villa ab. Auf Anweisung Hitlers beschlagnahmte Pernet in der Nacht vom 8. zum 9. November große Geldbeträge (1460 Billionen Reichsmark) in der jüdischen Druckerei Mülthaler und Parcus, um sie zur Unterstützung des Putschunternehmens an die Putschisten zu verteilen.
Am Morgen des 9. November 1923 marschierte Pernet während des Marsches auf die Feldherrnhalle in der zweiten Reihe der Putschisten (hinter Hitler, Ludendorff, Scheubner-Richter und Göring und neben Ludendorffs Diener Kurt Neubauer und wahrscheinlich Hitlers Adjutant Ulrich Graf).
Nach der Zerschlagung des Putschistenzuges durch die Landespolizei konnte Pernet fliehen. Im Frühjahr 1924 stellte er sich freiwillig den Behörden. Vom 26. Februar bis zum 1. April 1924 fand vor dem Volksgericht München I der „Hitler-Prozess“ wegen Hochverrat statt. Das Gericht erkannt mildernde Umstände an. Unter dem Vorsitzenden Richter Georg Neithardt wurde er wegen Beihilfe zum Hochverrat zu 15 Monaten Festungshaft verurteilt.

### Späteres Leben
Vom 15. September 1924 bis zum 31. März 1926 arbeitete Pernet als Büroangestellter bei der Motortechnischen Gesellschaft in München. Anschließend übernahm er vom 15. April 1926 bis 30. November 1928 eine Stellung bei der Chemischen Studiengesellschaft in Freiberg. Von Juni 1929 bis zum 30. Juni 1933 arbeitete er schließlich für die Firma Siemens und Halske.
Zum 1. Februar 1932 trat Pernet der 1925 neugegründeten NSDAP bei (Mitgliedsnummer 887.088). Außerdem wurde er Mitglied der Sturmabteilung (SA). Am 31. August 1933 wurde er SA-Standartenführer der SA-Brigade 53 in Karlsruhe. Später wurde er noch zum SA-Brigadeführer befördert.
Vom 1. März 1935 bis 1938 war Pernet Adjutant des Reichsstatthalters von Bayern Franz Ritter von Epp und wurde daraufhin Chefadjutant im Stab des Reichsschatzmeisters der NSDAP Franz Xaver Schwarz.
Seit 1940 gehörte Pernet als Hauptmann dem Stabe des Luftgaukommandos VII in München an. 1936 heiratete Heinz Pernet die Krankengymnastin Christine von Plessen (* 22. Februar 1906 in Reez; † 29. August 1967 in Freiburg), Tochter der Auguste Nickisch von Rosenegk und des mehrfachen mecklenburgischen Gutsbesitzers Helmod von Plessen. Das Ehepaar Pernet hatte drei Kinder, die Hochzeit fand auf dem damaligen elterlichen Hauptgut der Familie, in Reez, statt.